# Dylan Ryder
Dylan Ryder (Fresno, California; 23 de febrero de 1981), también conocida como Dylan Katz o Lanna, es una actriz pornográfica estadounidense.

## Biografía
Dylan Ryder Katz de ascendencia italiana y alemana nació en Fresno en el estado de California, en Estados Unidos, donde creció. Se destacó desde muy joven en la natación de competición y como modelo. Cuando cumplió los 17 años de edad, se mudó a Central Coast (California) donde estudió enfermería, para más tarde convertirse en una consejera del abuso de sustancias de tratamiento. A los 22 años de edad, tras observar una revista de Penthouse decidió entrar en el porno.
Su primer lanzamiento fue en Reality Kings a la edad de 23 años. Disfrutó mucho con su trabajo pero pronto haría un parón después de siete meses para convertirse en funcionaria de prisiones en Arizona. Al volver a California, se sometió a una operación de aumento de pecho. Con sus nuevos pechos y con una nueva actitud, decidió regresar al negocio del porno.
Dylan ha sido protagonista de más de 350 escenas, en las que se encuentran algunas de sexo duro (incluyendo títulos de DVD y videos para sitios web). También ha realizado sesiones de fotos y algunas apariciones como modelo.
En 2016, anunció su retirada de la industria para adultos.